# 二見ヶ浦 (福岡県)

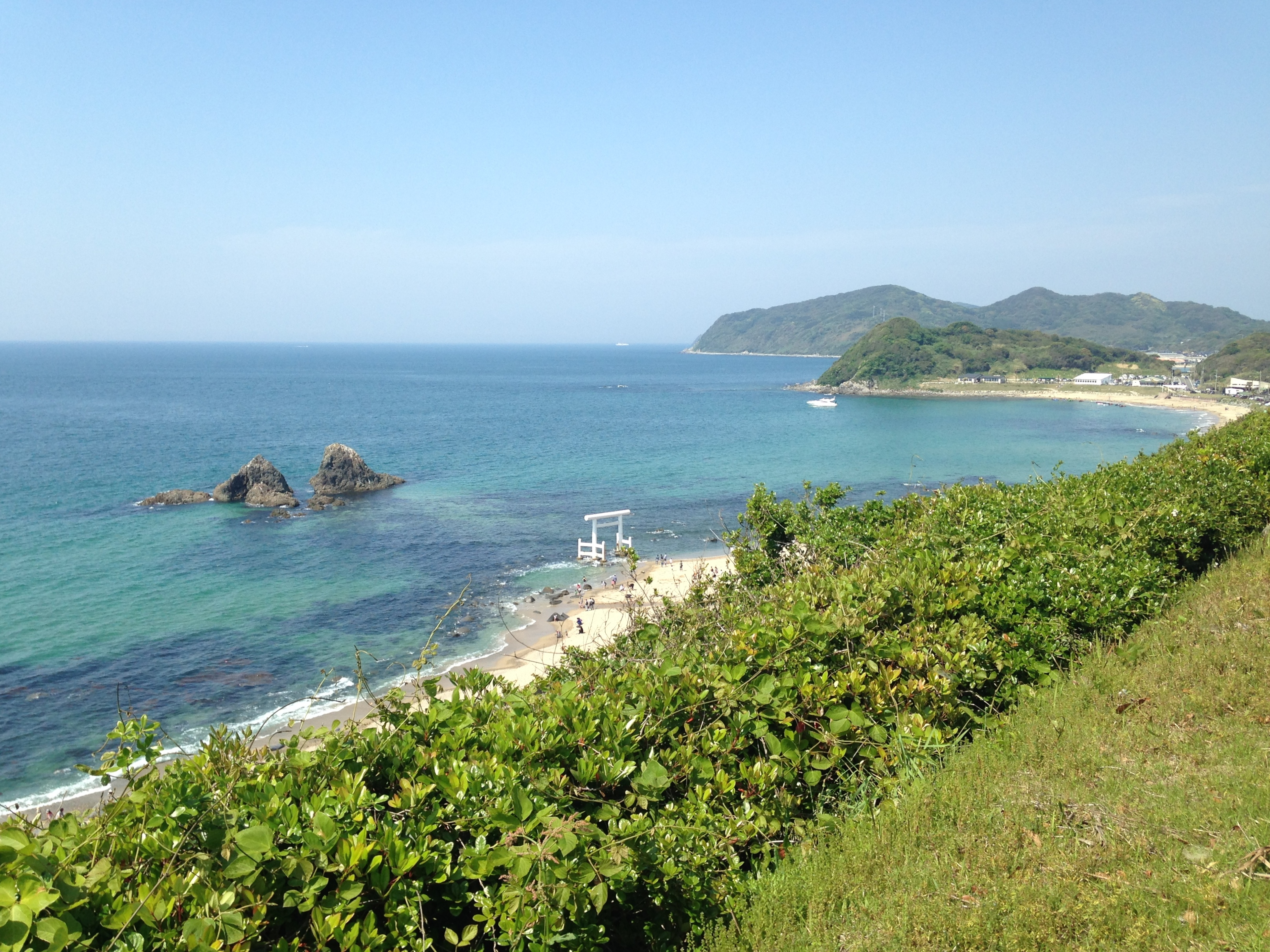
二見ヶ浦

二見ヶ浦（ふたみがうら）は、福岡県の玄海国定公園内に位置し、同県の糸島市志摩桜井から福岡市の北崎地区にかけて位置する玄界灘に面した海岸。桜井二見ヶ浦（さくらいふたみがうら）または筑前二見ヶ浦（ちくぜんふたみがうら）とも呼ばれる。

## 概要
糸島半島の北部にある海岸で、海岸から約150m離れた海中に夫婦岩がある。
1968年には県の名勝に指定されたほか、日本の渚百選、日本の夕陽百選に選出されている。夕日が沈む風景が愛されており、福岡県観光連盟によれば夏至の日に二つの岩の間に沈む夕日が素晴らしい。
二見ヶ浦には桜井神社によって伊弉諾と伊弉冉が祀られている。夫婦岩の前の海中には白い鳥居が立っている。

## 夫婦岩

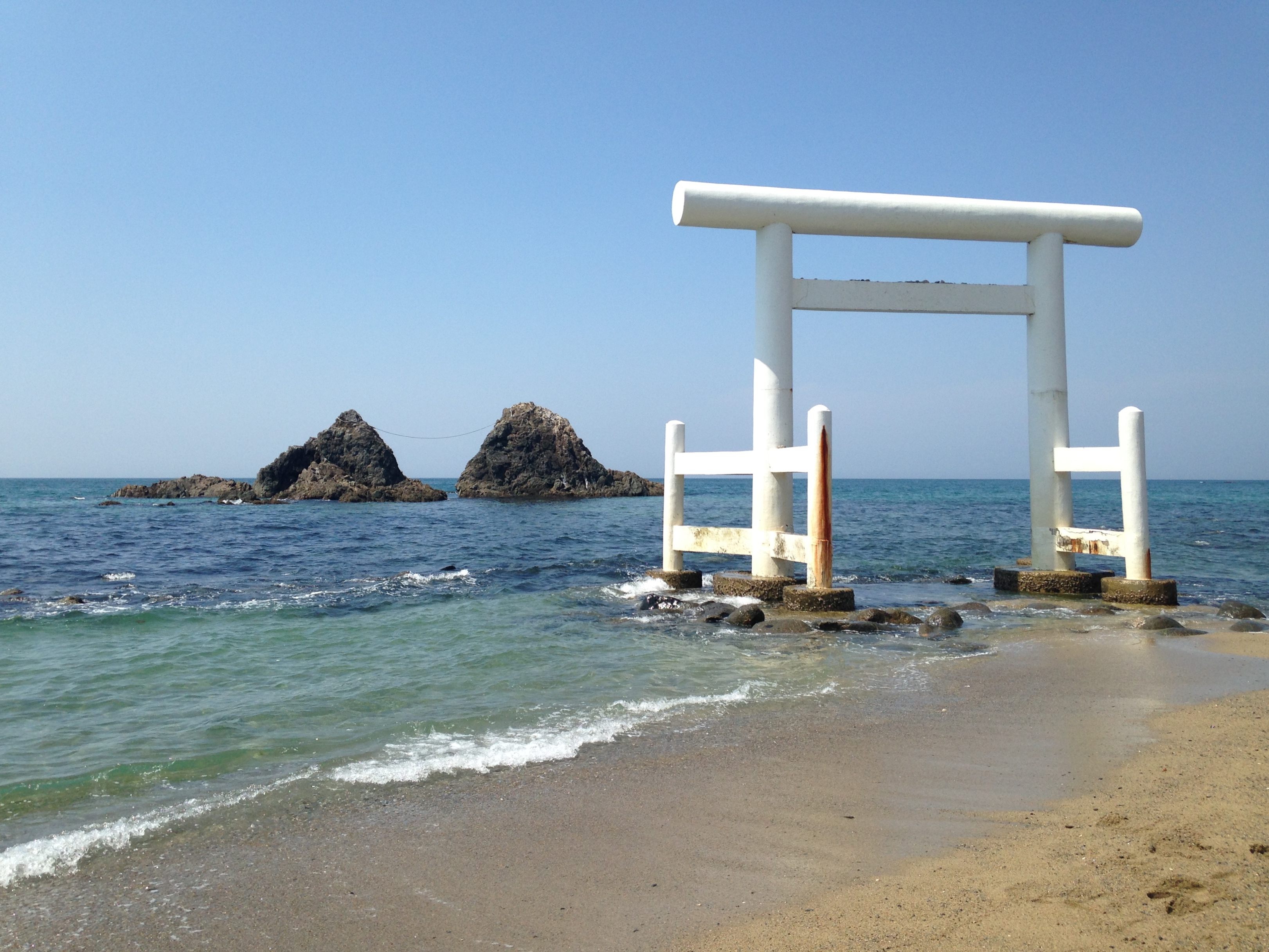
夫婦岩

夫婦岩は男岩が高さ11.8m、女岩が高さ11.2mで、長さ30m、重さ1tの大しめ縄によって結ばれている。毎年4月下旬から5月上旬の大潮の日に大しめ縄がかけ替えられる（「夫婦岩大注連縄掛け祭り」）。
なお、三重県にも夫婦岩という名の岩があり、こちらは夏至の日に岩の間を昇る朝日で知られている。夫婦岩を縁に志摩町は1969年に三重県の二見町（現在の伊勢市）と姉妹自治体締結をし、二見ヶ浦と二見浦のあいだでの「夫婦岩ゆう紀行」を企画し実施した。

## 文化財

### 福岡県指定名勝
- 桜井二見ヶ浦 - 指定年月日：1968年（昭和43年）2月3日[12]。

## アクセス
- JR九州筑肥線九大学研都市駅から昭和バス西の浦線に乗車し「二見ヶ浦(夫婦岩前)」下車すぐ
- 同筑前前原駅から糸島市コミュニティバス船越・野北線に乗車し「井牟田」下車、徒歩35分（約2.8km)
- マイカーの場合、西九州自動車道前原インターチェンジから13㎞。県道54号線沿い